# Roccafluvione
Roccafluvione è un comune italiano di 1 829 abitanti della provincia di Ascoli Piceno nelle Marche.
È un comune italiano sparso con sede nella frazione di Marsia e fa parte della Comunità montana del Tronto. Il nome del comune deriva dai castelli sparsi nella zona e dal fiume Fluvione che lo attraversa.

## Geografia fisica
Il comune di Roccafluvione si colloca nella medio-alta Valle del Tronto, lungo la Val Fluvione. 
Il capoluogo, Marsia, si trova a fondovalle lungo il corso del Fluvione, a 299 m s.l.m., tuttavia l'intero territorio comunale è a carattere montano e al confine con i vicini comuni di Montegallo e Acquasanta Terme si raggiungono i 1130 m s.l.m.
Roccafluvione ha un'exclave (Forcella) che confina con Acquasanta Terme e l'exclave di Ascoli Piceno (Piana della Forcella).

## Storia
Il territorio del comune era abitato già in epoca preromana, sono state ritrovate delle lance e degli elmi appartenenti all'epoca neolitica, tuttora conservati presso il Museo Archeologico di Ascoli Piceno.
Successivamente in epoca alto-medievale il territorio della Val Fluvione rientra nell'area di controllo culturale e religioso dell'abbazia di Farfa, che nella zona possedeva numerosi centri religiosi ancora oggi esistenti, come le chiese di Santo Stefano, presso il capoluogo, e la chiesa di Santi Ippolito e Cassiano, nella frazione di Pedara. 
Nel basso medioevo il territorio inizia ad essere annesso al libero comune di Ascoli Piceno, in forte espansione territoriale e amministrativa. In questo periodo la zona era ricca di insediamenti e fortificazioni. All'interno dello Stato Ascolano erano presenti i sindacati di Rocca Casaregnana, Osoli, Roccareonile e Pizzorullo, tutti castelli oggi rientranti nel territorio comunale di Roccafluvione.
Rocca Casaregnana era un antico castello posizionato in un colle presso la frazione di Casebianche. La Rocca fu poi abbandonata quando i nobili del castello si trasferirono in città e venne istituito il sindacato di Rocca Casaregnana, che amministrava anche i centri di Vallicella, Vetoli, Marsia, Collemoro, Cuccaro. Fu un comune autonomo fino al 1866, quando fu unito ad altri comuni per formare l'attuale Roccafluvione.
Osoli era un altro dei castelli dell'attuale territorio di Roccafluvione che rientrava nel Comitato Ascolano come sindacato. Posizionato nella zona centrale dell'attuale comune, amministrava anche i centri di Stabino, Pesaturo, Agelli, Bovecchia, Gaico, Meschia, Ronciglioni. Fu comune autonomo fino al 1866.
Il castello di Roccareonile corrisponde alla frazione di Colleiano, posta nella zona meridionale del comune, presso il torrente Rio Nile, da cui prende il nome. Il sindacato di Roccareonile comprendeva anche i centri di Scalelle, Sala, Pastina, San Giacomo, Radicina e Masciù, disseminati nella parte montana del comune. Fu comune fino al 1866.
Pizzorullo era un importante castello che amministrava un grande territorio oggi compreso tra le frazioni meridionali di Comunanza e la zona di Pedara e Cerqueto, frazioni di Roccafluvione. Il castello si trovava sopra al colle Pizzorullo. Oggi dell'antico castello non rimane che qualche traccia ma in passato era cinto da mura e possedeva un palazzo comunale, una chiesa e una piazza. Nel 1277 entrò nelle competenze del libero comune di Ascoli. Pizzorullo nei secoli successivi decadde fino ad essere abbandonato. Il territorio del vecchio sindacato di Pizzorullo passò in epoca più recente al comune di Venarotta per poi essere annesso al nuovo comune di Roccafluvione nel 1866.
Quando fu istituito il comune di Roccafluvione furono anche comprese la zona della Valcinante e la frazione di Casacagnano, in precedenza del comune di Venarotta.

## Società

### Evoluzione demografica
Abitanti censiti

### Etnie e minoranze straniere
Secondo i dati ISTAT al 31 dicembre 2015 la popolazione straniera residente era di 71 persone (3,53%).

## Amministrazione
| Periodo        | Periodo        | Primo cittadino    | Partito                                               | Carica  | Note   |
| -------------- | -------------- | ------------------ | ----------------------------------------------------- | ------- | ------ |
| 16 luglio 1985 | 10 giugno 1990 | Giorgio Spadoni    | Partito Socialista Democratico Italiano               | Sindaco | [ 12 ] |
| 10 giugno 1990 | 24 aprile 1995 | Emidio Allevi      | Democrazia Cristiana                                  | Sindaco | [ 12 ] |
| 24 aprile 1995 | 14 giugno 1999 | Emidio Allevi      | Lista civica                                          | Sindaco | [ 12 ] |
| 14 giugno 1999 | 14 giugno 2004 | Giuseppe Mariani   | Lista civica                                          | Sindaco | [ 12 ] |
| 14 giugno 2004 | 8 giugno 2009  | Giuseppe Mariani   | Centro-destra                                         | Sindaco | [ 12 ] |
| 8 giugno 2009  | 26 maggio 2014 | Marcello Formica   | Lista civica Insieme per Roccafluvione                | Sindaco | [ 12 ] |
| 26 maggio 2014 | 26 maggio 2019 | Francesco Leoni    | Lista civica                                          | Sindaco | [ 12 ] |
| 26 maggio 2019 | 10 giugno 2024 | Francesco Leoni    | Lista civica Leoni per Roccafluvione                  | Sindaco | [ 12 ] |
| 10 giugno 2024 | in carica      | Emiliano Sciamanna | Lista civica Roccafluvione insieme per il cambiamento | Sindaco | [ 12 ] |

## Sport
Il Roccafluvione calcio gioca nel girone H di Terza Categoria.
Oltre alla squadra di calcio è presente anche una società di calcio a 5 che milita in Serie C2.